# Sally Peersová
Sally Peersová (* 1. června 1991, Melbourne, Austrálie) je profesionální australská tenistka.
Jejím nejvyšším umístěním na žebříčku WTA ve dvouhře bylo 145. místo (duben 2010) a ve čtyřhře 89. místo (listopad 2010). Na okruhu WTA dosud nevyhrála žádný turnaj. Na okruhu ITF k lednu 2012 zvítězila na dvou turnajích ve dvouhře a jednom ve čtyřhře.

## Kariéra
Sally Peersová začala hrát tenis ve věku 6 let. Jejím největším úspěchem byl grandslamový Wimbledon 2009, kde spolu s Thajkou Noppawan Lertcheewakarnovou vyhrála turnaj v juniorské čtyřhře.
Na Hrách Commonwealthu 2010 v Dillí získala zlatou medaili ve čtyřhře spolu s krajankou Anastasií Rodionovovou a bronz ze soutěže dvouhry žen.

## Finálové účasti na turnajích WTA (0)
Žádného finále na WTA se neúčastnila.

## Vítězství na okruhu ITF (1)

### Čtyřhra (1)
| Č. | Datum         | Turnaj | Dotace   | Povrch | Partnerka           | Soupeřky ve finále                 | Výsledek       |
| 1. | 25. září 2009 | Darwin | 25 000 $ | tvrdý  | Isabella Hollandová | Alenka Hubaceková Jessy Rompiesová | 6-4, 3-6, 10-4 |

## Postavení na žebříčku WTA na konci sezóny

### Dvouhra
| Rok    | 2008 | 2009   |
| Pořadí | 445. | ▲ 348. |

### Čtyřhra
| Rok    | 2008 | 2009   |
| Pořadí | 744. | ▲ 271. |